# سويعات الأصيل
سويعات الأصيل أغنية للفنان طلال مداح، كتبتها الشاعرة السعودية سلطانة بنت عبد العزيز السديري، ولحنها عبد الله محمد، وهي أول أغنية سعودية تحقق مبيعات عالية، وأول أغنية باللغة العربية الفصحى يغنيها طلال مداح، وذلك عام 1964.

## الكلمات
كَمْ تذكرتُ سُويعاتِ الأصيل
وصدى الهَمساتِ ما بين النخيل
أنتَ في حبك وأنا في حبي
وأرى الذكرى دواء للعليل
فاتقِ الله في حبي يا حبيب
```
                * *
```

أنا ألقاك صباحًا ومساء
في خيالي أنتَ يا أحلى رجاء
أنتَ لي حلمٌ ونورٌ وهناء
فمتى يقضي بلقياكَ القضاء
لستُ أدري يا حبيب
```
           * *
```

وأخيرًا ليس لي غير الوداع
همسةٌ ظمأى على جمر التياع
لم أجد يا حلو في كل البقاع
لوعةٌ أعنف من وقتِ الوداع
فَوداعًا ووداعًا يا حبيب